# Ligue de l'enseignement
Pour les articles homonymes, voir Ligue.
La Ligue de l'enseignement est une confédération d'associations françaises qui œuvrent dans les domaines de l'éducation populaire ou de l'enseignement, des pratiques artistiques et culturelles, des activités sportives, des vacances et des loisirs, de la formation professionnelle ou de l'action sociale. La Ligue revendique 20 000 associations locales. Son organisation s'appuie sur 103 fédérations départementales, elles-mêmes regroupées au sein d'unions régionales. Les associations locales, les fédérations départementales et le centre confédéral comptent près de 10 000 salariés et de 200 000 bénévoles.
Parmi les organisations associatives que subventionne le ministère français de l'Éducation nationale, la Ligue est celle qui perçoit la somme la plus importante: en 2022, le ministère lui verse 24,2 millions d'euros, 17 millions à l'Union nationale du sport scolaire (UNSS), et 6 millions aux Pupilles de l'enseignement public (PEP).

## Actualité de l'organisation
Aujourd'hui, la Ligue de l'enseignement se présente comme la première coordination associative française en déclarant plus d'un million d'adhérents indirects.
Elle est structurée selon deux modalités :
- via ses structures territoriales, que sont les fédérations départementales et les unions régionales
- via ses secteurs spécialisés, notamment sportifs (USEP, UFOLEP) ou son réseau de centres de vacances, Vacances pour tous (ainsi que des associations du type du Centre international de séjour de Paris).

La Ligue de l'enseignement organise le Salon européen de l'éducation, des opérations comme la campagne Pas d'éducation, pas d'avenir ou encore Lire et faire lire, dont elle est partenaire avec l'UNAF. Elle est membre fondatrice du Cidem (Civisme et démocratie), de l'Anacej (Association nationale des conseils d’enfants et de jeunes), du Réseau national des juniors associations et du Comité du service civique associatif. Elle a soutenu la création du réseau d'associations étudiantes Animafac dès sa création et est membre fondateur du Mouvement associatif et du Forum Civique Européen. Elle est, de plus, membre du Collectif des associations partenaires de l'école, qui rassemble, en France, les plus grandes associations nationales agréées comme complémentaires de l'enseignement public. Elle est enfin active sur le marché du tourisme et des vacances pour enfants, adolescents ou adultes via la société par actions simplifiée unipersonnelle Vacances Pour Tous International.
Lors de l'Assemblée générale organisée en juin 2023 et à l'issue de l'élection du conseil d'administration, le 22 septembre, Hélène Lacassagne est élue présidente.

## Histoire
Le mouvement d'éducation populaire est créé en 1866 par Jean Macé qui s'inspire de l'exemple de la Belgique où avait été fondée, en 1864, une ligue destinée à défendre la laïcité. La fondation de la ligue française de l'enseignement a inspiré les lois sur l'école « gratuite, obligatoire et laïque » à la fin du XIXe siècle.

### Monarchie de Juillet et Second Empire
Avec la révolution de 1848, le suffrage masculin est institué. Louis-Napoléon Bonaparte est élu Président de la République. Après le coup d’État du 2 décembre 1851, un journaliste républicain, Jean Macé, estime qu'« Avant d’instituer le suffrage universel, il aurait fallu trente ans d’instruction obligatoire… ».
Il est contraint à l’exil en Alsace où il crée en 1863 la Société des bibliothèques populaires du Haut-Rhin, initiative qui s'étend rapidement à la France entière. L’année suivante, avec Pierre-Jules Hetzel, il fonde un journal le Magasin d’éducation et de récréation pour associer éducation et divertissement, avant de lancer un appel « au rassemblement de tous ceux qui désirent contribuer au développement de l’instruction dans leur pays ». En Belgique, en 1864, était fondée une ligue de l'enseignement destinée par son promoteur principal Charles Buls à lutter contre l'emprise de l'église catholique dans l'enseignement en particulier et dans la politique en général.
Le 15 novembre 1866, Jean Macé annonce officiellement la naissance de la Ligue française de l’enseignement. Parmi les premiers adhérents, Emmanuel Vauchez qui en devient le secrétaire général.
La Ligue de l'enseignement se fixe alors comme objectif l'« instauration d'un service public de l'enseignement soustrait à la tutelle de l'église catholique, laïque par son contenu comme par ses maîtres, ouvert à tous et dont l'universalité serait garantie par son caractère obligatoire et sa gratuité ».

### Troisième République
Une pétition pour une instruction publique, gratuite, obligatoire et laïque est lancée avec l’aide de la presse libérale, et connaît un très grand succès. Le « Mouvement national du sou contre l’ignorance » lancé en septembre 1871 permet de recueillir en quinze mois 1 267 267 signatures remises à l’Assemblée nationale.
En novembre 1872, une nouvelle campagne est lancée auprès des élus locaux sur la question de la laïcité, c’est-à-dire de « la neutralité de l’école publique subventionnée par l’État ou la commune ».
Sous la présidence de Léon Bourgeois, la Ligue appelle au développement des œuvres post- et péri-scolaires afin d’implanter en tout homme « les solides principes indispensables aux citoyens d’une démocratie ». Soutenus par les pouvoirs publics, patronages, amicales d’anciens élèves, mutuelles, coopératives voient le jour sur tout le territoire et connaissent un grand succès qui inspire au gouvernement la loi de 1901 sur les associations. Le 9 juillet 1901, la Ligue française de l'Enseignement devient la première association déclarée selon la loi du 1er juillet 1901 (Journal Officiel du 18 août 1901).
En 1912 est fondée une association sur une thématique similaire, par Alexandre Ribot, Ernest Lavisse, Louis Liard, Ferdinand Buisson, Gustave Belot, La « ligue française d'éducation morale ».

#### Entre-deux-guerres
En décembre 1925, au cours d’une « assemblée constituante de la Ligue régénérée », elle modifie ses structures, se décentralise et devient la « Confédération générale des œuvres laïques scolaires, postscolaires, d’éducation et de solidarité sociale » qui sera reconnue d’utilité publique par le décret du 31 mai 1930.
Avec le souci de mettre l’art, les techniques, les disciplines sportives au service de tous, elle crée des sections spécialisées, les UFO. La première, en 1928, l’UFOLEP (Union française des œuvres laïques d’éducation physique) et sa filiale, l’USEP (Union sportive de l'enseignement du premier degré), créée en 1939, permet à des centaines de milliers d’enfants la pratique du sport.
En 1933, ce sont la chorale, la danse, le théâtre, la musique, la photo, la peinture, la sculpture, le folklore qui grâce à l’UFOLEA (Union française des œuvres laïques d’éducation artistique) deviennent accessibles au grand nombre, ainsi que le cinéma, grâce à l’UFOCEL (devenue plus tard l’UFOLEIS : Union française des œuvres laïques pour l’éducation par l’image et le son). En 1934, dans le cadre de l’UFOVAL, elle s’attache à développer les colonies de vacances et les centres d’adolescents. Avec le CLAP (Centre laïque d’aviation populaire), elle se soucie aussi de l’aviation populaire : modèles réduits pour les jeunes, aviation sportive pour les adultes.
La franc-maçonnerie joue un rôle clé dans ce réseau enseignant. En dépit de la difficulté à évaluer leur influence, on estime qu'ils représentent 40 % de la direction de la Ligue de l’enseignement avant la Seconde Guerre mondiale,. A cette même époque, les socialistes captent progressivement l’adhésion des réseaux enseignants et francs-maçons, avec l'appui de la gauche du Parti radical.

#### Seconde Guerre mondiale
« La plus grande organisation culturelle française » est dissoute en avril 1942 sous le gouvernement de Vichy.
Mais la Ligue résiste et entre dans la clandestinité.[réf. nécessaire] Elle se reconstitue officiellement dès 1943 à Alger pour être représentée auprès du gouvernement provisoire (CFLN puis GPRF).
Après la guerre, la Ligue se reconstitue peu à peu en métropole. Le Général de Gaulle participe à son Congrès de refondation et aurait déclaré : "Honneur à la Ligue de l'Enseignement"[source insuffisante]. Plus tard, la confédération approuve le « plan Langevin-Wallon » pour une réforme démocratique du système éducatif. Elle participe avec le SNI (Syndicat national des instituteurs) à la création du Cartel d’action laïque, présidé par Albert Bayet.

### De 1945 à 1999
Cette section ne s'appuie pas, ou pas assez, sur des sources secondaires ou tertiaires indépendantes du sujet. Le texte peut contenir des analyses inexactes ou inédites de sources primaires.
Pour l'améliorer, ajoutez-en, ou placez des modèles {{Source secondaire souhaitée}} ou {{Source secondaire nécessaire}} sur les passages mal sourcés. (avril 2024)
En 1946, la Ligue lance la Quinzaine de l'École Publique (QEP) avec le soutien du Ministère, qui deviendra annuelle. Elle organise alors des collectes, notamment en vendant des autocollants réalisés pour l'occasion par des dessinateurs jeunesse connus. Les fonds collectés sont tous destinés, via la Ligue, à des équipements ou des projets pédagogiques.
En 1947, la Ligue et le Syndicat national des instituteurs (SNI) créent la Fédération des conseils de parents d’élèves (FCPE) pour riposter à la mobilisation des parents d’élèves de l’enseignement privé.
Aidée par la Fédération nationale des conseils de parents d’élèves des écoles publiques (FCPE), la Ligue devient un bras militant prolongeant l’action du ministère de l’Éducation nationale afin d’assurer le rayonnement de l’école publique[réf. nécessaire].
Dans son assemblée générale du 11 juillet 1967, juste après l’année de son centenaire, une réforme des statuts est adoptée. La Ligue prend le nom de « Ligue française de l’enseignement et de l’éducation permanente, Confédération générale des œuvres laïques ». Elle adhère à cette année l'Union nationale des associations de tourisme et de plein air.
En 1972, la Ligue a une implantation essentiellement rurale à l’heure d’une urbanisation galopante. Dans le même temps, la Ligue qui « en 1880 participait à la construction de l’unité nationale par l’éradication des cultures minoritaires s’impose un siècle plus tard une réflexion sur la place des minorités…la gestion du pluralisme dans les sociétés contemporaines, et les conditions d’un multiculturalisme compatible avec la République »[réf. nécessaire].
Les associations remplacent les bénévoles par des professionnels, privilégiant la qualité du service proposé à la dimension militante.[réf. nécessaire] La rationalisation gestionnaire du secteur de l’animation socioculturelle est devenue la préoccupation dominante, même si la Ligue maintient dans ses discours de congrès un style militant.
La loi Debré du 31 décembre 1959 avait mis en place un système contractuel assurant aux établissements privés un financement public tout en reconnaissant leur caractère propre. En 1960, le Comité national d’action laïque (Cnal), dont fait partie la Ligue, s’oppose à la loi Debré et lance une pétition qui recueille 11 millions de signatures. Une grande manifestation est organisée le 19 juin à Vincennes où sera prononcé un serment solennel (Serment de Vincennes) par le président Henri Fauré. En octobre 1977, la loi Guermeur, du nom du député gaulliste du Finistère Guy Guermeur, est venue la compléter en sollicitant les communes pour financer l’école privée dont les enseignants jouiront des mêmes avantages de carrière que ceux du public. Les protestations du Comité national d’action laïque sont demeurées vaines et le dualisme scolaire semble acquis, ce que manifeste très clairement en 1984 l’échec d’intégrer le privé dans « un grand service public unifié et laïque » [réf. nécessaire].
Dès 1982, à l'assemblée générale de Montpellier, il est proposé de mettre en place un enseignement de l’histoire des religions à l’école.
À la fin des années 1980, la Ligue s’intéresse aux conséquences de l'immigration. Pour elle, « la volonté de vivre ensemble ses différences est à la base de tout projet inspiré par la laïcité » [réf. nécessaire]. La même année, estimant la réponse du service public insuffisante en matière de formation professionnelle, la Ligue crée l’Institut national de formation et de recherche pour l’éducation permanente (Infrep) et des instituts régionaux.
En janvier 1987 sont créés les Cercles Condorcet afin de « ne pas subir passivement, mais tout au contraire anticiper, comprendre et accompagner les mutations parfois brutales qui ébranlent la société.» [réf. nécessaire]. Au 87e congrès (Toulouse 2 - 8 juillet 1989), 85 % des 600 délégués des fédérations départementales des Œuvres laïques ratifient la résolution « laïcité 2000 ». La Ligue entretient des partenariats avec des associations à l’étranger, organise des échanges de jeunes, soutient des projets de développement en Afrique. Elle est membre de la fédération européenne SOLIDAR.
Elle crée en 1993 la société par actions simplifiée unipersonnelle Vacances pour tous international pour la diffusion et l’exploitation de ses villages de vacances,.
L’UFOLEIS (Union française des œuvres laïques pour l’éducation par l’image et le son) édite, à partir de mai 1946, un bulletin consacré au cinéma, Informations UFOCEL, qui devient la revue Image et son en 1951, puis La Revue du cinéma. Jusqu’en avril 1992, 486 numéros seront édités. Dans les années 1980 le tirage de la revue atteint 50 000 exemplaires .

### XXIesiècle
Tous les ans, depuis 1999, à l'automne, la Ligue organise à Paris, Porte de Versailles, le Salon européen de l'Éducation, en partenariat avec le Ministère de l'éducation nationale. L'édition 2015 a toutefois été reportée en mars 2016 en raison des attentats de Paris.
En 1999, la Ligue rejoint Lire et faire lire, un programme éducatif et culturel en faveur de la lecture créée par l’écrivain Alexandre Jardin et Pascal Guénée, ancien président de l’association Relais civique. Aujourd’hui, le programme est porté par l’association du même nom, gérée par l’Unaf (Union nationale des associations familiales) et la Ligue de l’enseignement et compte 20 000 bénévoles seniors qui transmettent le plaisir de la lecture aux plus jeunes.
En 2002, la Quinzaine de l'école publique est rebaptisée "Pas d'éducation, pas d'avenir !" La campagne s'oriente alors plus franchement vers la solidarité internationale, la première étant orientée vers l'éducation des filles en Afghanistan.
En 2010, avec le Réseau français des villes éducatrices, les Francas et la FCPE, la Ligue est à l’initiative de « l’Appel de Bobigny : vers un grand projet national pour l’enfance et la jeunesse » qui rassemble les principaux acteurs de l’éducation[source insuffisante].
Dans l'entre-deux-tours de l'élection présidentielle de 2017 qui oppose Marine Le Pen à Emmanuel Macron, la Ligue de l'enseignement appelle à voter contre la candidate FN.
En juin 2022, la région Île-de-France suspend sa subvention à la Ligue de l'enseignement après des propos « contraires aux valeurs de la laïcité et de la République » tenus par sept élèves encadrés par cette association, lors d'un concours d'éloquence sur la laïcité.
Selon Libération, la Ligue de l'enseignement ferait partie des dix-sept bénéficiaires du fonds Marianne lancé par Marlène Schiappa après la décapitation de Samuel Paty, fonds placé au cœur d’une polémique en avril 2023 concernant sa gestion.

## Présidents
| Nom                                                                           | Mandat                 | Commentaire |
| ----------------------------------------------------------------------------- | ---------------------- | --- |
| Hélène Lacassagne                                                             | 2022-                  | |
| Françoise Sturbaut                                                            | 2021-2022              | |
| Michèle Zwang-Graillot                                                        | Sep 2020 - juin 2021   | |
| Joël Roman                                                                    | juill. 2019 - sep 2020 | |
| Jean-Michel Ducomte                                                           | 2018-2019              | |
| Eric Favey                                                                    | 2017-2018              | |
| Jean-Michel Ducomte                                                           | 2003-2017              | |
| Jacqueline Costa-Lascoux                                                      | 2001-2003              | |
| Roger Lesgards                                                                | 1998-2001              | |
| Claude Julien                                                                 | 1991-1998              | fondateur des Cercles Condorcet |
| Pierre Delfaud                                                                | 1981-1991              | |
| Paul Fahy                                                                     | 1979-1981              | |
| Jean Debiesse                                                                 | 1975-1979              | |
| Jean Grenier                                                                  | 1973-1975              | |
| Henri Faure                                                                   | 1959-1973              | |
| Albert Bayet                                                                  | 1946-1959              | |
| En 1942, la Ligue de l'enseignement est dissoute par le gouvernement de Vichy |                        | |
| Joseph Brenier                                                                | 1933-1942              | |
| François Albert                                                               | 1922-1933              | ministre de l'Éducation nationale |
| Daniel Berthelot                                                              | 1919-1922              | |
| Arthur Charles Dessoye                                                        | 1906-1919              | Député de la Haute-Marne, auteur de Jean Macé et la fondation de la Ligue de l'Enseignement Édition G. Marpon et E. Flammarion. 290 p. Paris, 1883 |
| Ferdinand Buisson                                                             | 1902-1906              | fondateur et président de la Ligue des droits de l'homme, prix Nobel de la paix en 1927                                                            |
| Étienne Jacquin                                                               | 1898-1902              | |
| Léon Bourgeois                                                                | 1894-1898              | théoricien du Parti radical, président du Conseil (1895-1896), premier président de la Société des Nations (1919), prix Nobel de la paix en 1920   |
| En 1881, Léon Gambetta consacre la Ligue "organisation républicaine"          |                        | |
| Jean Macé                                                                     | 1866-1894              | |

## Publications

### Monographies
- Magali Parrenin, Le guide des jeunes pour agir en Europe et dans le monde, La Ligue de l'enseignement, mai 2003

### Périodiques
- Documents pour le costume de théâtre. Le numéro Le Moyen Age par Henriette Boulay, Eliane Desnoyers, Maryse Giuliani et Pierre Boyries, est publié en 1963[30].
- L'Argonaute, revue scientifique pour la jeunesse publiée entre 1983 et 1989